# Postförskott

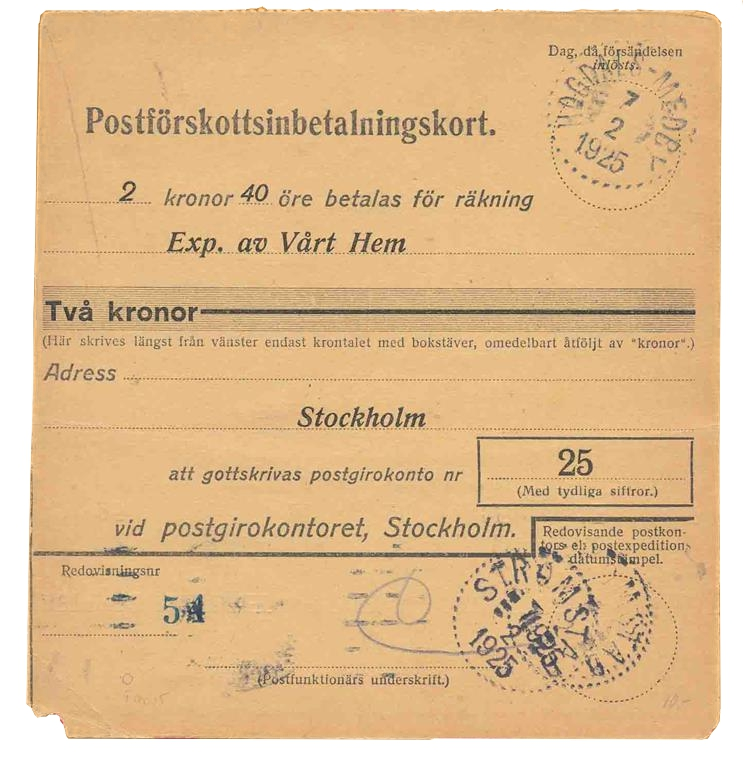
Svenskt postförskottsinbetalningskort från 1925.

Postförskott är en försändelseform inom Posten som innebär att mottagaren betalar ett av avsändaren begärt belopp innan försändelsen lämnas ut av postbefordraren. Beloppet kan vara innehållets värde och ofta även postens avgifter.

## Sverige
Postförskott infördes i Sverige 1866. Till en början fanns tjänsten endast för brev men 1869 infördes det för paket, 1881 för trycksaker och 1892 för brevkort. 1 januari 2009 ändrade Posten villkoren för postförskott och införde ett krav på att mottagaren dessutom måste visa upp sin legitimation vid uthämtning av paket. Beloppet sätts in på av kunden angivet plusgirokonto eller bankgironummer. Tidigare kunde man även använda sitt personkonto som mottagarkonto för beloppet, men möjligheten försvann i samband med att Posten och Nordea gick skilda vägar.
Den 1 januari 2025 så slutade PostNord att erbjuda postförskott som tjänst. 

## Internationellt
Postförskott infördes i den internationella posthanteringen efter ett beslut av Världspostföreningen 1892.